# Mesamphisopus capensis
Mesamphisopus capensis là một loài chân đều trong họ Mesamphisopidae. Loài này được Barnard miêu tả khoa học năm 1914.